# Tanjung Tanah
Tanjung Tanah is een bestuurslaag in het regentschap Kerinci van de provincie Jambi, Indonesië. Tanjung Tanah telt 1157 inwoners (volkstelling 2010).